# Carl Williams
Carl Williams (Auckland, 9 de junio de 1981) es un deportista neozelandés que compitió en vela en la clase Star. Ganó una medalla de oro en el Campeonato Mundial de Star de 2006.

## Palmarés internacional
| \| Campeonato Mundial \| Campeonato Mundial \| Campeonato Mundial \| Campeonato Mundial \| \| Año \| Lugar \| Medalla \| Clase \| \| ------------------ \| ------------------------------ \| ------------------ \| ------------------ \| \| 2006 \| San Francisco (Estados Unidos) \| Medalla de oro \| Star \| |                                |                |       |
| Campeonato Mundial |                                |                |       |
| Año | Lugar                          | Medalla        | Clase |
| 2006 | San Francisco (Estados Unidos) | Medalla de oro | Star  |